# Pandurang Vaman Kane
Pandurang Vaman Kane (7 de mayo de 1880 - 8 de mayo de 1972) fue un notable especialista en indología y sánscrito. Recibió el premio civil más alto de la India, Bharat Ratna, en 1963 por su trabajo académico que abarcó más de 40 años de investigación académica activa que dio como resultado 6.500 páginas de la Historia de Dharmaśāstra. El historiador Ram Sharan Sharma dijo «Pandurang Vaman Kane, un gran sánscrito casado con la reforma social, continuó con la tradición de erudición anterior. Su monumental obra titulada Historia del Dharmasastra, publicada en cinco volúmenes en el siglo XX, es un enciclopedia de antiguas leyes y costumbres sociales. Esto nos permite estudiar los procesos sociales en la antigua India».

## Trabajos famosos

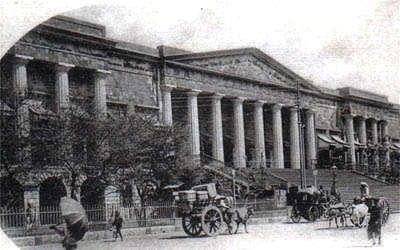
El ayuntamiento de la Sociedad Asiática de Mumbai, cuyos recursos investigó Kane; Más tarde, la Sociedad Asiática lo conmemoró con un instituto en su nombre.

El Dr. Kane es famoso por su obra maestra en inglés, Historia de Dharmaśāstra, subtitulada Religiones antiguas y medievales y derecho civil en la India. Este trabajo investigó la evolución del código de conducta en la India antigua y medieval al examinar varios textos y manuscritos recopilados a lo largo de los siglos. Fue publicado en cinco volúmenes; El primer volumen se publicó en 1930 y el último, en 1962. Cuenta con un total de más de 6.500 páginas. El Dr. Kane utilizó los recursos disponibles en prestigiosos institutos como la Sociedad Asiática de Mumbai y el Instituto de Investigación Oriental Bhandarkar, entre otros. El trabajo es conocido por su extensión y profundidad, que abarca diversos temas como el Mahabharata, los Puranas y Chanakya, incluidas referencias a fuentes previamente olvidadas. La riqueza en el trabajo se atribuye a su profundo conocimiento del sánscrito. Se cree que su éxito es el resultado de su estudio objetivo de los textos en lugar de deificarlos.
Kane escribió el libro Vyavaharamayukha y estaba en el proceso de escribir un pasaje introductorio sobre la Historia de Dharmaśāstra para este libro para que el lector tuviera una idea general aparte del tema del libro. Una cosa llevó a la otra y este proyecto se convirtió en el trabajo principal que es. De todos modos, fue categórico al decir que es difícil encontrar un equivalente en inglés de la palabra Dharma. Su producción en forma de escritos en los tres idiomas de inglés, sánscrito y marathi abarca casi 15.000 páginas.
Historia de la poética fue uno de sus otros grandes libros. Además de teología y poesía, escribió mucho sobre otros temas, que incluyeron astrología, historia cultural y geográfica de India-Maharashtra-Konkan-Vidarbha, el idioma maratí, su gramática, lenguaje y escritura, la economía de Kautilya (Chanakya), matemáticas, drama, etc. Hay en total 198 publicaciones por su nombre. Incluyen 39 textos, 115 artículos, 44 libros, presentaciones y reseñas.

## Reconocimiento
El Dr. Kane fue reconocido como Mahamahopadhyaya (maha, maha, upadhyay, «el más grande entre los grandes maestros»), generalmente abreviado a MM como prenombre en los escritos que se refieren a él. Se desempeñó como vicerrector de la Universidad de Mumbai. Sus servicios fueron requisados y reclutados para establecer la Universidad de Kurukshetra en estudios índicos. Fue galardonado con el premio Sahitya Akademi en 1956 por Historia de Dharmaśāstra, vol. IV por su investigación en la categoría de traducción sánscrita. También fue miembro honorario de Bharatiya Vidya Bhavan.
Fue nominado al Rajya Sabha (cámara alta del parlamento de la India) como miembro por su distinguido historial en el campo académico. El mayor galardón otorgado a él fue el Bharat Ratna en 1963.

## Ley india
Kane creía que la constitución de la India rompió por completo con las ideas tradicionales que prevalecen en la India al generar una falsa noción entre la gente de que tienen derechos pero no obligaciones.
Dada la naturaleza enciclopédica y autoritaria de su trabajo, a menudo se usa en debates en la organización. Uno de los problemas que surgió durante el gobierno de Atal Bihari Vajpayee fue si los antiguos indios comían carne de res y ambos grupos citaron ampliamente el trabajo de Kane para apoyar su punto de vista. Este problema se volvió importante ya que los hindúes tradicionalmente veneran a la vaca como madre y, por lo tanto, está prohibido comer carne de res. Otro de esos problemas era si las niñas en la antigüedad tenían derecho a usar el yajnopavita (hilo sagrado), ya que la ceremonia upanayana estaba restringida solo a los hombres en el pasado reciente.

## Legado
Para conmemorarlo, la Sociedad Asiática de Mumbai ha establecido el Mm. Dr. P.V. Kane Institute for Post Graduate Studies and Research en 1974 para promover, alentar y facilitar la investigación en estudios orientales. Además, MM Dr. P.V. Kane Gold Medal se otorga una vez cada tres años a un erudito por su destacada contribución al estudio de la literatura védica, dharmashastra o alankara.

## Otras fuentes
- S.G. Moghe (Editor), la contribución de Profesor Kane a Dharmasastra literatura, 1997, Nueva Delhi: D.K. Printworld (P) Ltd. ISBN 81-246-0075-9
- Epílogo autobiográfico en Historia de Dharmashastra Vol 5